# Curzio Batini
Curzio Batini (Monte Sant'Angelo, 9 luglio 1902 – Roma, 19 luglio 1975) è stato un ingegnere italiano.

## Biografia
Nato a Monte Sant'Angelo, in provincia di Foggia, era figlio di Giuseppe Batini e aveva due fratelli, Oris e Francesco Paolo. Si laureò in ingegneria alla Regia Università di Pisa e il 1º luglio 1932 venne assegnato all'ufficio speciale per il servizio idrografico di Pisa.
Il 16 giugno 1941 fu trasferito, per ragioni di servizio, alla sezione autonoma per il servizio idrografico di Catanzaro, con l'incarico della dirigenza della sezione stessa. Fu direttore della sezione autonoma idrografica di Pescara dal 1942 al 1951. Fu ingegnere capo del genio civile di Ferrara. Gli fu conferita la medaglia d'oro della Croce Rossa Italiana per quanto fatto in occasione dell'alluvione del Polesine nel 1951.
Fu capo del servizio dighe, responsabile ultimo delle autorizzazioni per gli invasi della diga del Vajont. Il 1º agosto 1961 sostituì l'ingegnere Pietro Frosini alla presidenza della quarta sezione del Consiglio superiore dei lavori pubblici. Condannato in primo grado a sei anni di reclusione, di cui due condonati, per omicidio colposo plurimo, colpevole di non aver avvertito per tempo e di non avere messo in moto lo sgombero, qualche giorno prima era stato colpito da una grave forma di esaurimento nervoso e per questo fu l'unico imputato assente in aula la sera del 17 dicembre 1969. Per il grave malanno di cui soffriva, la sua posizione venne stralciata in appello, con ordinanza del 20 luglio 1970.
Morto a Roma il 19 luglio 1975, la Corte d'appello degli Abruzzi il 14 aprile 1977 pronunciò una sentenza in camera di consiglio di estinzione del reato per morte del reo prima della condanna definitiva: le parti civili non hanno mai ricevuto alcuna comunicazione sulla conclusione formale del processo.

## Onorificenze
- Il 2 giugno 1961, su proposta della presidenza del Consiglio dei ministri, con decreto del presidente della Repubblica a Roma, fu nominato commendatore ordine al merito della Repubblica italiana.[15]

## Nei media

### Televisione
- Vajont, una tragedia italiana, documentario del 2015, interpretato da Alessandro Bressanello.[16]